# Mariano Rubió
Mariano Rubió y Bellver (Reus, 24 de noviembre de 1862 - Niza, 9 de febrero de 1938) fue un ingeniero militar español, responsable de importantes obras urbanísticas y de ingeniería. Fue autor del proyecto y construcción del funicular del Tibidabo, así como de otras obras.

## Biografía
Graduado militarmente en la Academia de Ingenieros de Guadalajara (1878), combinó el trabajo militar y la actividad técnica y científica. Destinado en Mahón (1883), se ocupó de las reformas de la Fortaleza de Isabel II.
Se trasladó a Barcelona en 1896, y en 1901 cursó baja en el ejército, dedicándose exclusivamente a la obra civil. Fue contratado por el doctor Andreu para la Sociedad Urbanizadora del Tibidabo de cara a dirigir el proyecto de urbanización de la montaña. Fue presidente de la Sociedad de Atracción de Forasteros de Barcelona desde 1911 y director técnico de la Exposició Universal de 1929. Fue autor de diversos libros de temática militar y de ingeniería, pero destacan especialmente sus artículos en La Vanguardia como analista de la Primera Guerra Mundial entre 1914 y 1918. Durante la Guerra civil tuvo que marchar al exilio.
Era hermano de Juan Rubió, arquitecto discípulo de Gaudí, con el que colaboró en el Tibidabo. Se casó con Maria Tudurí y sus hijos siguieron su vocación por la obra civil: Santiago Rubió Tudurí, con quien compartió proyectos en el Tibidabo y al que introdujo en la Sociedad Gran Metropolitano, que construyó la línea del Metro de Barcelona (actual Línea 3); y Nicolás María Rubió Tudurí, a quien propuso como ayudante de Forestier en los proyectos de reforma de Montjuic.